# Tom Corbett
Thomas W. "Tom" Corbett (Filadèlfia, Pennsilvània, 17 de juny de 1949) és un polític estatunidenc del  Partit Republicà. Des de gener de 2011 ocupa el càrrec de governador de Pennsilvània.